# 吉姆·克赖顿
吉姆·克赖顿（英語：Jim Creighton，1950年4月18日—），美国NBA联盟前职业篮球运动员。他在1972年的NBA选秀中第3轮第10顺位被西雅图超音速选中。